# クラウディア・クリストフィクス＝ビンダー
クラウディア・クリストフィクス＝ビンダー（Claudia Kristofics-Binder、1961年10月5日 - ）は、オーストリア出身の女性フィギュアスケート選手。1976年インスブルックオリンピック、1980年レークプラシッドオリンピック女子シングルオーストリア代表。1982年ヨーロッパフィギュアスケート選手権優勝。

## 経歴
- 1976年インスブルックオリンピックに出場し16位。
- 1980年レークプラシッドオリンピックでは7位。
- 1982年ヨーロッパフィギュアスケート選手権優勝。

## 主な戦績
| 大会/年      | 1975-76 | 1976-77 | 1977-78 | 1978-79 | 1979-80 | 1980-81 | 1981-82 |
| ------------ | ------- | ------- | ------- | ------- | ------- | ------- | ------- |
| オリンピック | 16      |         |         |         | 7       |         |         |
| 世界選手権   | 16      | 11      | 13      | 7       | 5       | 3       | 3       |
| 欧州選手権   | 13      | 8       |         |         | 棄権    | 3       | 1       |